# Ramal CC2 del Ferrocarril Belgrano
El Ramal CC2 pertenecía al Ferrocarril General Belgrano, Argentina.

## Ubicación
Se ubicaba en la provincia de Santa Fe, uniendo el puerto de la ciudad de Rosario con la estación Rosario Oeste.

## Características
Era un ramal de la red de trocha angosta del Ferrocarril General Belgrano, cuya extensión es de 5 km entre las estaciones del puerto de Rosario y la Rosario Oeste.
Sus instalaciones se encuentran bajo tutela de la empresa estatal Trenes Argentinos Cargas. No presta servicios de carga desde 2015. Se encuentra intrusado en gran parte de su traza.